# Culto a Poseidón
El culto a Poseidón, al igual que otras deidades de la religión de los antiguos griegos, no tenía ninguna doctrina formal en cuanto a lo que se considera el patrón o la manera correcta de servir al dios en particular. En su lugar, ha existido una gran variedad de formas de culto y de creencias en todo el mundo griego y a largo de los siglos que van desde sacrificios de animales y libaciones hasta la construcción de templos y creación de los Juegos Ístmicos.

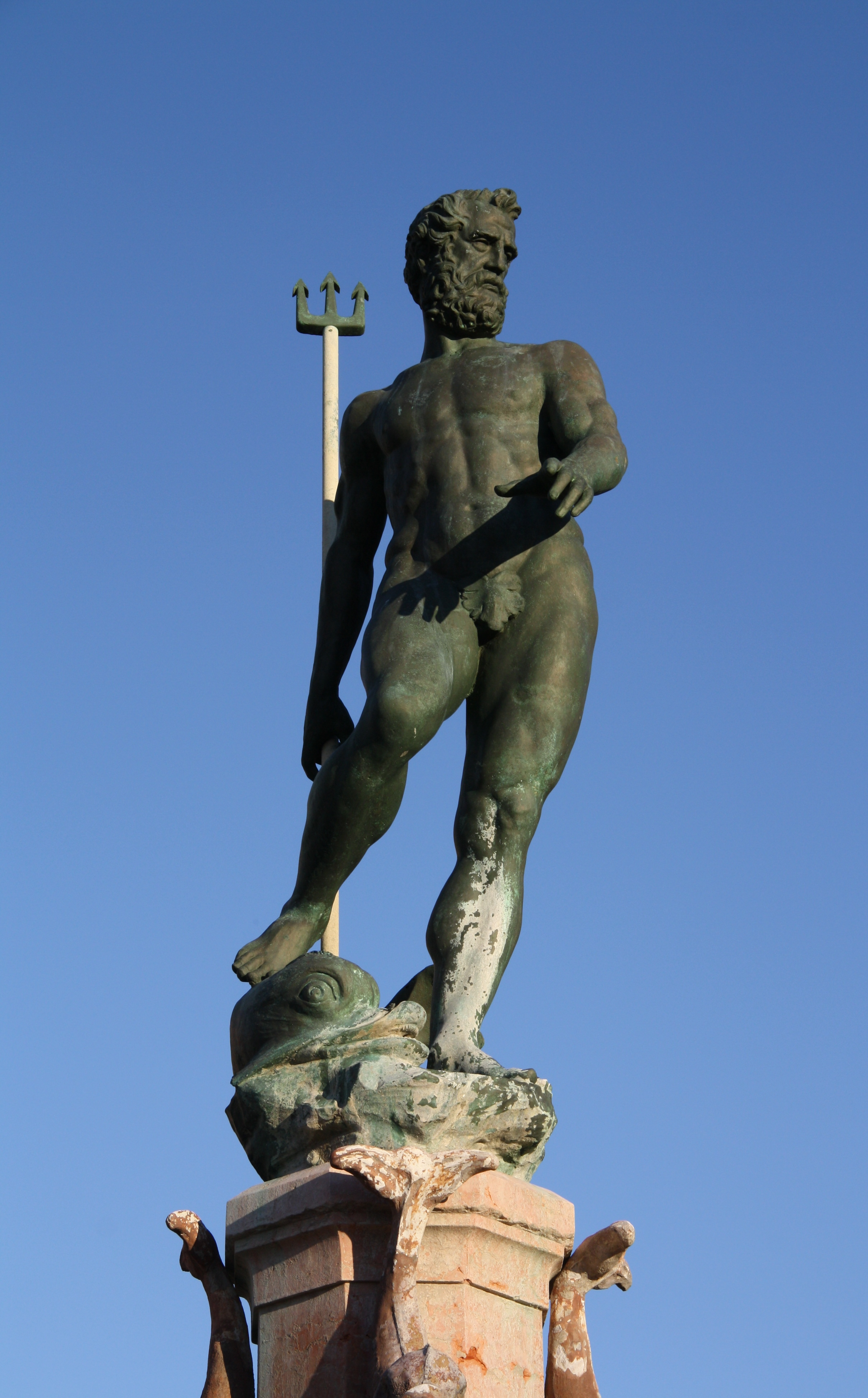
Poseidón

## En la antigua Grecia
El sacrificio de animales era una de las maneras más habituales de culto en la Grecia antigua. Estos sacrificios podían ser los de un animal en especial para honrar a un dios específico. En el caso de Poseidón se solían sacrificar toros y caballos. El sacrificio de toros mediante degollamiento podía tener una función culinaria ya que luego de cremar una parte del animal en un altar como ofrenda al dios, el sacrificante y los participantes podían alimentarse con los restos del mismo. 
El sacrificio de un toro a Poseidón parece remontarse a un hecho que narra Pausanias en su "Descripción de Grecia". En Corcira, un toro abandonaba las vacas, bajaba de las pasturas y bramaba en la orilla del mar. Como sucedía lo mismo todos los días, un pastor bajó al mar y vio una gran cantidad de atunes. Informó el asunto a los corcirenses, quienes, al encontrar que su trabajo se perdía al intentar atrapar a los atunes, enviaron emisarios a Delfos. Así que sacrificaron el toro a Poseidón, e inmediatamente después del sacrificio atraparon a los peces, y dedicaron sus ofrendas en Olimpia y en Delfos con un diezmo de su captura.
Los marineros oraban a Poseidón para tener un viaje seguro, a veces ahogando caballos como sacrificio; de esta forma, según un papiro fragmentario, Alejandro Magno se detuvo en la costa griega antes de la Batalla de Issos y recurrió a las oraciones, «invocando al dios del mar Poseidón, para lo que ordenó que un carro de cuatro caballos fuese lanzado a las olas.» 
Según Pausanias, Poseidón fue, junto con Gea y Temis, una de las divinidades a las que pertenecía el oráculo de Delfos antes de que el olímpico Apolo los sustituyese.
Claudio Eliano en Historia de los animales dice que los pescadores de atún rezaban a Poseidón para que ni los peces espada ni los delfines, que destruyen las redes, pudieran venir como compañeros de viaje en los bancos de atunes.
Como el nombre de Poseidón significa "sacudidor de tierras", puesto que a él se le atribuían los terremotos, cuando los espartanos acababan de penetrar en la Argólide, ante un temblor de la tierra, todos los que estaban en la tienda del rey comenzaron a entonar el peán en honor a Poseidón mientras que el ejército completo se unía al canto.
En la obra de Aristófanes "Los caballeros" se menciona una plegaria devocional al dios como señor de los caballos.
La tradición ateniense menciona que el héroe Teseo, creó los Juegos Ístmicos en honor a Poseidón.
Las ofrendas y los ritos variaban en las diferentes ciudades estado de Grecia y en muchas se ellas se levantaban estatuas de bronce en honor al dios.
En el calendario ático, las fiestas en honor a Poseidón se celebran el octavo día del mes, puesto que el número 8 representa el primer cubo de un número par, representa el poder inquebrantable de este dios. Por otra parte, en dicho calendario, el mes de Poseidón era básicamente el actual mes de diciembre y el dios también era honrado durante la Noumenia, celebrada el primer día de cada mes y considerado en palabras de Plutarco como "el más sagrado de todos los días".

### El primer templo de Poseidón

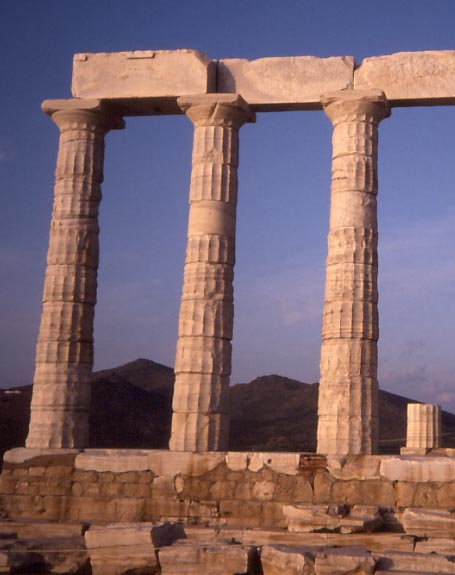
Templo de Poseidón en cabo Sunio

Fue en Corinto donde se levantó un santuario a Poseidón que se convirtió en uno de los centros religiosos más importantes de la antigua Grecia. Allí se rendía culto al dios y también se celebraban asambleas de carácter político y económico.
La práctica de rituales allí se remonta al período protogeométrico de acuerdo con los hallazgos arqueológicos. Se encontraron vasos y huesos de animales que sugieren que los rituales se llevaban a cabo en torno al vino y los sacrificios de animales al aire libre, sin que hubiera un altar. Las ofrendas no eran muy cuantiosas ni ricas.
La construcción de un templo tuvo lugar allí en el siglo VII a. C. y se incorporan, a finales de ese mismo siglo, ofrendas como trípodes de bronce o armas, llamando la atención la gran cantidad de estas últimas. El objeto más empleado como ofrenda era, al igual que en Olimpia, el yelmo. La simbología del yelmo tiene su paralelo cuando los tres hermanos Zeus, Poseidón y Hades, luego de destronar a su padre Crono, echan suertes con un yelmo para dividirse los reinos del cielo, las aguas y el mundo subterráneo.
Poseidón era conocido en Atenas generalmente como Poseidón Erecteo. El vestíbulo del templo de Poseidón fue llamado el Erecteión. El Erecteón agrupaba algunas de las reliquias más antiguas y más sagradas de los atenienses. Es en este lugar donde tuvo lugar la disputa entre Atenea y Poseidón, donde se puede ver la marca de su tridente sobre una roca.

### El templo del cabo Sunio
El cabo Sunio, en Ática, es otro de los lugares de culto a Poseidón donde se erigió un templo de estilo dórico, sobre las bases de unas ruinas preexistentes del templo anterior dedicado al dios, hacia el año 444 a. C. En la Odisea ya se menciona al cabo Sunio como un lugar sagrado y es ahí donde el rey Egeo se arrojó al mar erróneamente pensando que su hijo Teseo había muerto en manos del Minotauro.
El templo original fue destruido por los persas hacia el 480 a. C. y databa de la época arcaica. Estaba construido en piedra caliza. En la Atenas de Pericles, se decidió su reconstrucción hacia el año 449 a. C. íntegramente en mármol. Las excavaciones han demostrado que la “cella” no tenía columnas y debía acoger a una gran estatua de Poseidón, de más de dos metros de altura, como la rescatada por las redes de unos pescadores en cabo Artemision, al norte de Eubea.

## En el helenismo moderno
En las actuales prácticas religiosas dentro del helenismo, a Poseidón suele ofrecérsele libaciones, ofrendas de alimentos, invocaciones e himnos. Una de las prácticas consiste en que el octavo día de la luna nueva suele entonarse el Himno Homérico XXII a Poseidón:
"Empiezo un canto relativo a Posidón, gran dios, que sacude la tierra y el mar estéril, deidad marina que posee el Helicón y la anchurosa Egas. Una doble honra te asignaron los dioses, oh tú que bates la tierra: ser domador de caballos y salvador de naves.
Salve, Posidón, que ciñes la tierra y llevas cerúlea cabellera: oh bienaventurado, socorre a los navegantes con corazón benévolo".
Para solicitar una navegación sin obstáculos ni problemas:
"Escucha, Poseidón, regente del mar profundo,
cuyo líquidos brazos oprimen la sólida Tierra.
En el seno  de tu amplitud tormentosa,
tenebroso y profundo regazo, posees tu acuático reino.
Tu mano tremenda brocíneo tridente sostiene
y en todos los vastos confines del océano tu poder reverencian.
A ti te invoco, cuyos corceles hienden las espumas,
de su tenebroso encierro las salobres desde la sima ascienden
las ondas innúmeras, amontonadas, rugientes, que tú conduces.
Cuando transitas, soberbio, por el mar burbujeante, las ondas temblorosas acatan tu bronco mandato.
La estremecida tierra y la inmensidad líquida,
¡oh, Dios de oscura cabellera!,
obedecen al Hado que tú ordenas.
Tú mismo, cerúleo Daimán, inspeccionas complacido,
los monstruos que en el océano retozan.
Para unir los extremos del mundo, con favorables brisas.
Las naves allende conduces inflando sus anchas velas.
Acércate, ¡oh, tú de oscuros cabellos!,
otórganos la paz amable, la abundancia
y una navegación sin tropiezos." 
Otra de las prácticas modernas consiste en ofrecer cebada como medio de purificación de un altar, para luego comenzar con una serie de invocaciones y oraciones destinadas al dios de los mares.

## Nombres con los que se adoraba a Poseidón
- Asfalio, un segundo nombre de Poseidon, bajo el cual él era adorado en varias ciudades de Grecia. Era descrito como el dios que traía seguridad a los puertos y a la navegación en general. (Strab. i. p. 57; Paus. vii. 21. § 3; Plut. Thes. 36; Suid. s. v.)

- Domatites, un epíteto espartano.[21]

- Epacteo o Epactio, el dios adorado en la costa, un título de Poseidón en Samos y también de Apolo.[22]

- Erecteo, Poseidón era conocido en Atenas como Poseidón Erecteo. En la Acrópolis de Atenas, el vestíbulo de su templo se le llama Erecteón.

- Geáoco, "el sostenedor de la Tierra", un epíteto común de Poseidón (Hom. Od. xi. 240), en Laconia, Él tuvo un templo bajo este nombre. También le ha sido dado a otras deidades.[23]

- Genesio, significa "el padre". Otro de los títulos de Poseidón, bajo el cual tenía un santuario cerca de Lerna, en la costa marina.[24]

- Hípico

- Istmio, referente al istmo de corinto donde el dios era adorado.[25]

- Pétreo. Un título de Poseidón en Tesalia, donde se creía que había separado las rocas entre las que el río Péneo fluía hacia el mar.[26]

- Samio, un nombre derivado de sus templos en Samos y Sámico en Élide.[27]

- Taureos un nombre dado a él debido a que los toros se sacrificaban en su honor.[28]